# Bridges (альбом)
Bridges — альбом Ґіла Скотта-Герона і Браяна Джексона, записаний і випущений восени 1977 року на студії Arista Records.

## Композиції
Автор музики і слів Ґіл Скотт-Герон, якщо не зазначено інакше. 
| #  | Назва                                     | Автор                | Тривалість |
| -- | ----------------------------------------- | -------------------- | ---------- |
| 1. | «Hello Sunday! Hello Road!»               |                      | 3:37       |
| 2. | «Song Of The Wind»                        |                      | 3:53       |
| 3. | «Racetrack In France»                     | Скотт-Герон, Джексон | 4:15       |
| 4. | «Vildgolia (Deaf, Dumb & Blind)»          | Скотт-Герон, Джексон | 7:31       |
| 5. | «Under The Hammer»                        |                      | 3:59       |
| 6. | «We Almost Lost Detroit»                  |                      | 5:19       |
| 7. | «Tuskeegee #626»                          |                      | 0:33       |
| 8. | «Delta Man (Where I'm Coming From)»       |                      | 5:45       |
| 9. | «95 South (All Of The Places We've Been)» |                      | 4:51       |

## Музиканти
- Ґіл Скотт-Герон — вокал, гітара, фортепіано
- Браян Джексон — флейта, клавішні інструменти
- Денні Бовенс — бас
- Джо Блокер, Реґґі Брісбейн — ударні
- Фред Пейн, Марло Гендерсон — гітара
- Тоні Дункансон, Барнетт Вільямс — перкусії
- Білал Сунні Алі — саксофон
- Делберт Тейлор — труба

## Позиції у чартах
| Рік  | Альбом  | Позиція у чарті | Позиція у чарті |             |
| Рік  | Альбом  | US              | US R&B          | Jazz Albums |
| ---- | ------- | --------------- | --------------- | ----------- |
| 1977 | Bridges | 130             | —               | 16          |

## Спадок
- Семпли з пісні «We Almost Lost Detroit» використовувалися:
  - У пісні «Brown Skin Lady», створеній гуртом Black Star для альбому Mos Def & Talib Kweli Are Black Star[4]
  - Репером Common у композиції «The People» з альбому Finding Forever[5]
- Гурт JR JR записав кавер на пісню «We Almost Lost Detroit» для альбому It's a Corporate World (2011)